# Drăgănești de Vede
Drăgănești de Vede is een Roemeense gemeente in het district Teleorman.
Drăgănești de Vede telt 2209 inwoners.